# Jimmy Snyder
Ne pas confondre avec le commentateur sportif Jimmy Snyder (en)
James L. "Jimmy" Snyder, né le 10 mars 1909 à Englewood (Illinois, un quartier de Chicago) et décédé le  29 juin 1939 à East St. Louis (Illinois) alors âgé de 30 ans, était un pilote automobile américain.

## Biographie
Il commence sa carrière en sport automobile en Midget car au sein du Chicago Gang (un groupe de pilotes tels Tony Bettenhausen, Paul Russo, Emil Andres (en), Wally Zale, ou encore Cowboy O'Rourke, qui tourne alors sur les circuits du centre et de l'est des États-Unis). En 1937, il gagne deux courses du championnat régional de cette catégorie, le Chicago Amory et la Riverview Race.
Entre 1935 et 1939, il dispute une vingtaine de courses du Championnat américain de course automobile (AAA). Il s'impose au Syracuse 100 en 1938, en fin de saison sur le New York State Fairgrounds de Syracuse (New York) avec une Adams-Sparks SC, et l'année suivante il devient vice-champion des conducteurs américains avec le Thorne Engineering team. 
Ses apparitions lors des deux Coupe Vanderbilt organisées durant les années 1930, en 1936 et 1937, se terminent par des abandons pour causes mécaniques (la seconde course étant gagnée par Bernd Rosemeyer, alors que Rudolf Caracciola s'était attribué la pole position).
Snyder a participé aux 500 miles d'Indianapolis à cinq reprises consécutives, se qualifiant deux fois en première ligne (1937 et 1939, avec un record du temps au tour en course les deux fois et une pole position en 1939, année lui permettant d'obtenir une place de deuxième au classement final avec son Adams-Sparks SC).
Il se tue avant-guerre lors d'une course de promotion pour Midget cars, à Cahokia (Illinois).
Il est enterré au Cedar Park Cemetery de Calumet Park dans le comté de Cook (Il).

## Distinctions
- Nomination aux Greatest33;
- National Midget Auto Racing Hall of Fame.